# Petersdorf (Bad Saarow)

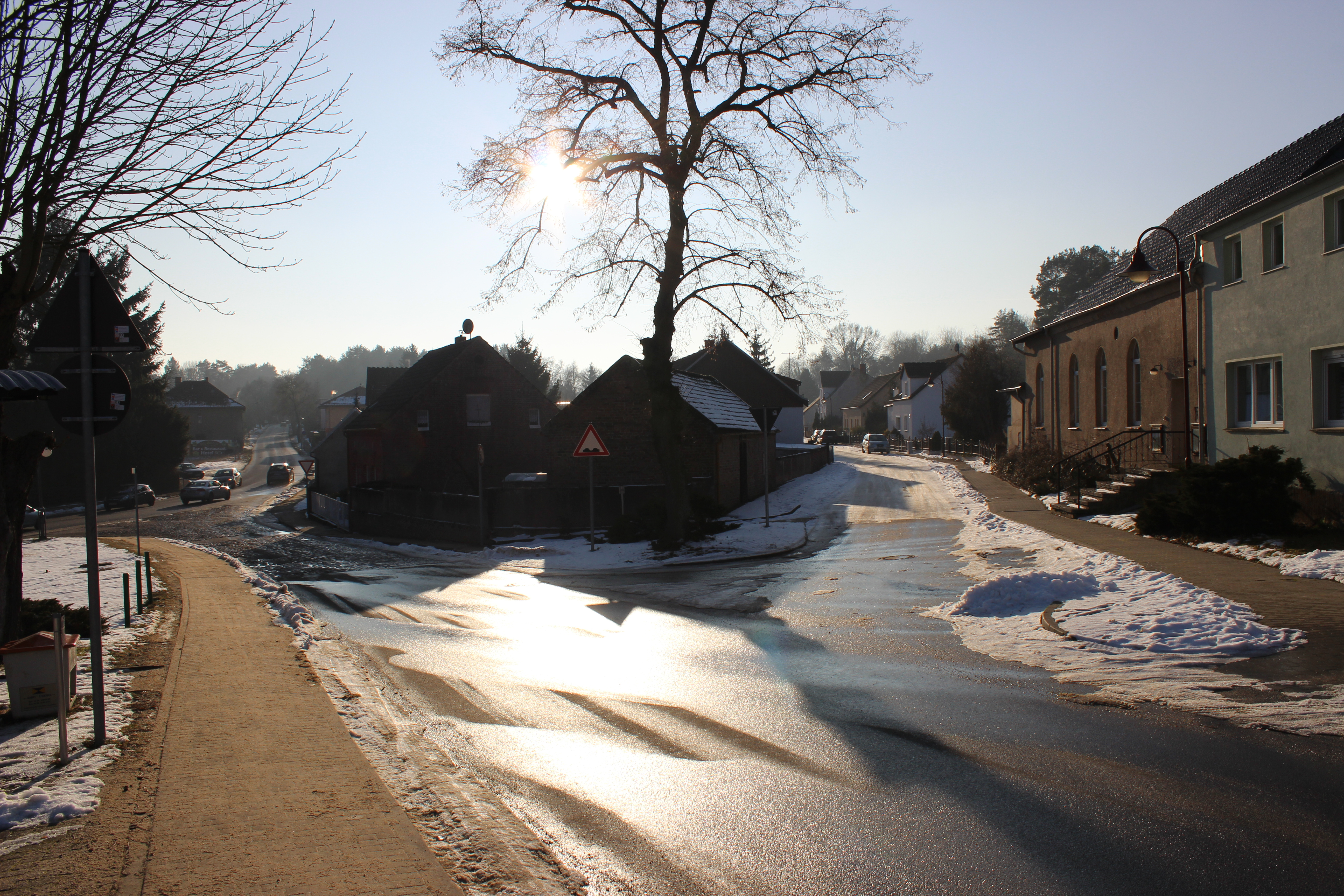
Ortskern im Winter

Petersdorf (niedersorbisch Pětšojce) ist ein Ortsteil von Bad Saarow im Landkreis Oder-Spree in Brandenburg. Der Ort hat 440 Einwohner (Stand: 31. Dezember 2016) auf einer Fläche von 3,8 Quadratkilometern.

## Lage
Petersdorf liegt südlich von Fürstenwalde zwischen den Dubrower und Rauenschen Bergen in der sogenannten Petersdorfer Pforte. Die Umgebung des Ortes ist waldreich, der Petersdorfer See grenzt östlich an das Dorf.

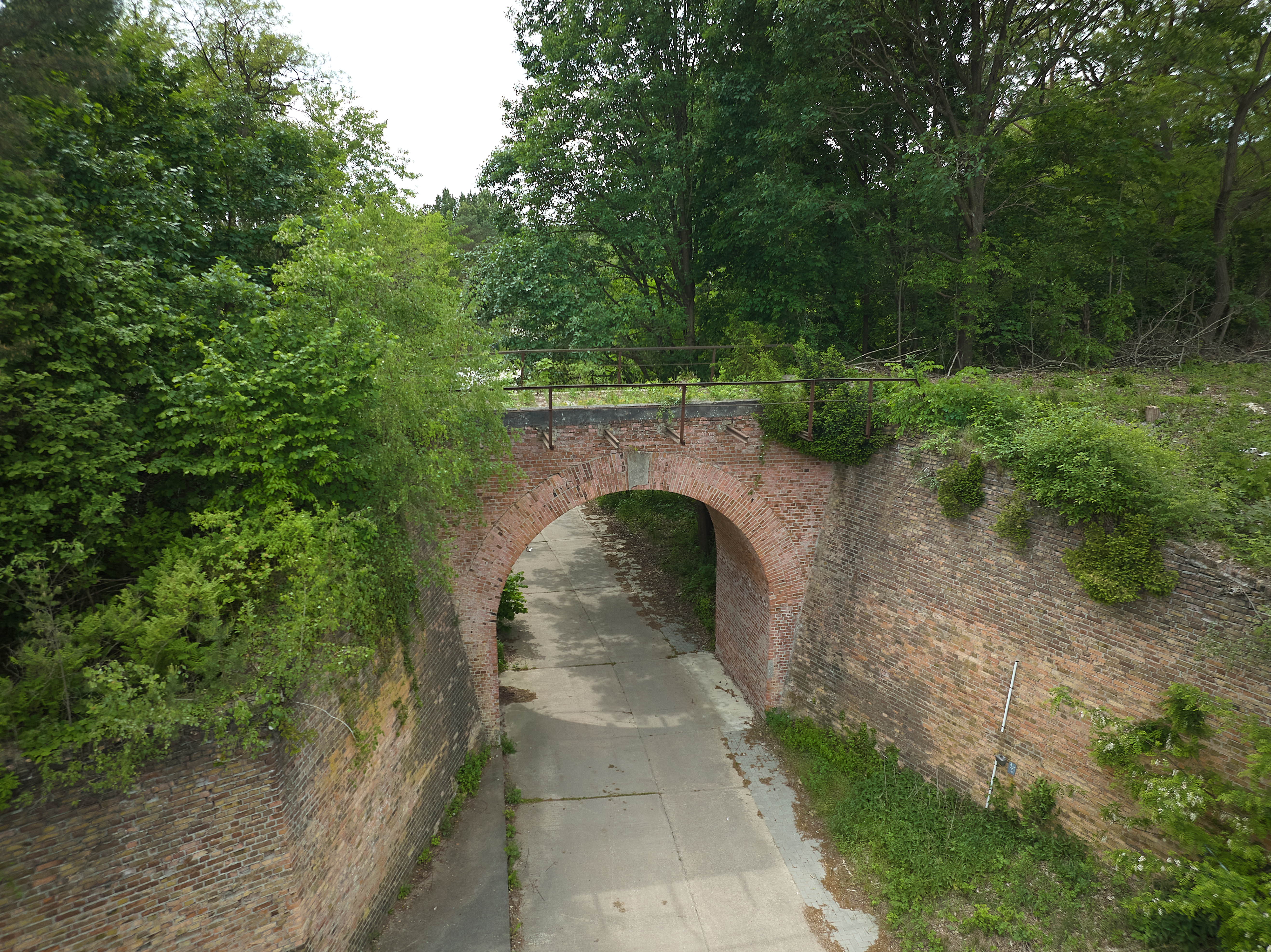
Viadukt Petersdorf

## Geschichte
Sehr wahrscheinlich war Petersdorf ursprünglich eine slawische Siedlung, welche später (etwa von 1300 bis 1500) von deutschen Siedlern übernommen bzw. besiedelt wurde. Erstmals urkundlich erwähnt wurde Petersdorf jedoch erst im Jahr 1463. Die Geschichte Petersdorfs ist eng mit der Braunkohleförderung in den Rauenschen Bergen verbunden, die im Jahr 1680 begann und im Laufe des 19. Jahrhunderts intensiviert wurde. Das Viadukt in Petersdorf ist ein Relikt der Eisenbahntransporte für Braunkohle. 1876 wurde eine Schule in Petersdorf errichtet.
Am 31. Dezember 2002 wurde Petersdorf in die Gemeinde Bad Saarow eingegliedert.

## Tourismus
In Petersdorf befinden sich die Wasserskianlage „Wakepark Petersdorf“.